# Leopold von Wolkenstein-Trostburg

Leopold Graf von Wolkenstein-Trostburg

Leopold Graf von Wolkenstein-Trostburg (* 8. Juli 1800 in Passau; † 30. Jänner 1882 in Trient) war Tiroler Landeshauptmann und gehörte dem einflussreichen Tiroler Adelsgeschlecht Wolkenstein-Trostburg an. Er war der erste eigentliche Landeshauptmann seit der Beseitigung der Landesverfassung durch die bayerische Regierung und der einzige zwischen 1805 und 1918 gewählte Landeshauptmann.

## Leben
Leopold Graf von Wolkenstein-Trostburg wurde als Sohn des Grafen Anton von Wolkenstein-Trostburg, der großherzoglich-würzburgischer Minister war, und seiner Gattin Maria Anna, geborene Gräfin Firmian, geboren.
Graf Wolkenstein-Trostburg wurde 1835 zum k. u. k. Kämmerer ernannt. Bei der ersten Sitzung des „tirolisch-konstituierenden Provinzial-Landtag“ am 16. Juni 1848 wurde Graf Wolkenstein-Trostburg mit 34 von 51 Stimmen zum „Präsidenten“ gewählt; dieses Amt hatte er bis 1852 inne. Obwohl noch im gleichen Jahr eine Trennung des Amtes des Gouverneurs von dem des Landeshauptmannes erfolgte, erhielt er vorerst nur den Titel des Präsidenten, da der Antrag auf Wahl eines Landeshauptmanns an den Verfassungsausschuss überwiesen wurde und dort lange Zeit liegenblieb. Als am 21. Februar 1852 durch kaiserliches Dekret im Sinne des wiederauferstandenen Absolutismus verfügte, dass der jeweilige kaiserliche Statthalter der ständischen Vertretung vorstehen sollte, trat Graf Wolkenstein von seinem Amt zurück. Erst am 20. Oktober 1860 wurde das Amt des Landeshauptmanns wieder eingeführt, das vom Kaiser besetzt werden sollte. Graf Wolkenstein  wurde hierzu am 27. November 1860 ernannt, legte aber bereits am 9. März 1861 dieses Amt nieder, da durch das Februarpatent 1861 eine neue Landesverfassung in Kraft getreten war.
1860 wurde er in den erweiterten Reichsrat berufen und 1861 zum lebenslangen Mitglied des Herrenhauses. Nach einem Jahr gab er die Erklärung ab, dass er sich an den Sitzungen nicht beteiligen könne, da die Beratungsgespräche außerhalb der Kompetenz des Hauses lägen.
Graf Wolkenstein war unverheiratet geblieben. Seinen Lebensabend verbrachte er teils auf der  Trostburg bei Waidbruck bzw. im Palais Wolkenstein in Triest. Er wurde zu Füßen der Trostburg in Waidbruck begraben.